# ذرق الطائر

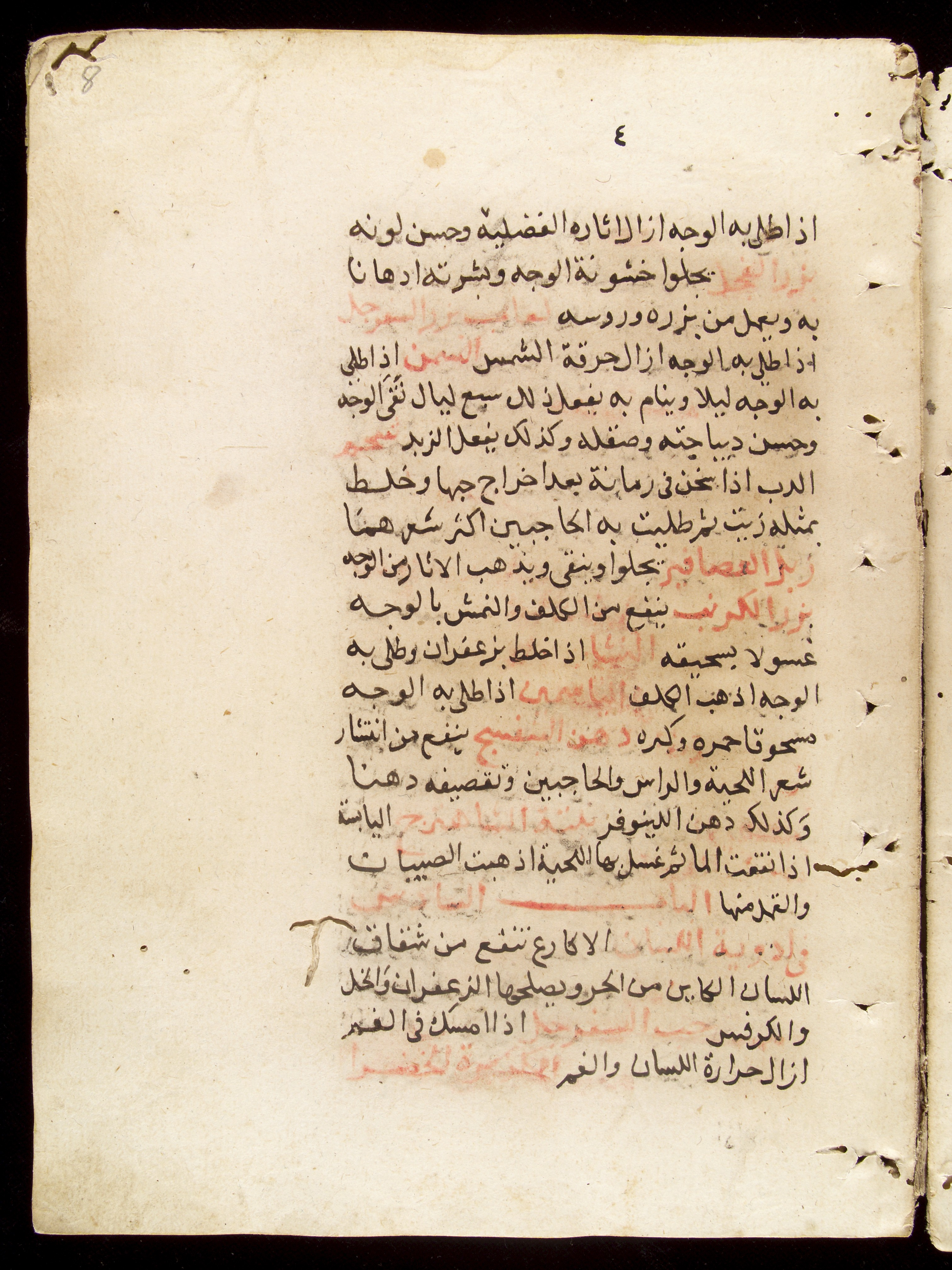

الذُّرَاق أو ذَرْق الطائر أو الغوانو أو الجوانو هي فضلات الطيور البحرية وبقاياها الجسمية بعد الموت، حيث يتكون منه سماد طبيعي. يتميز هذا السماد أنه غني بالنتروجين والبوتاسيوم والفوسفات. تعدّ دولة البيرو أكثر دول العالم إنتاجًا لهذا السماد الطبيعي، نظرًا لكثرة الطيور على شواطئها وجزرها المتناثرة؛ وهو يكثر في الجزر البحرية المدارية وخاصة جزر الأنتيل حيث يرتفع إلى عشرات الأمتار.

## اقرأ أيضاً
- زبل
- سماد طبيعي